# لطفي عبد القادر
لطفي عبد القادر هو لاعب كرة قدم مدافع ثم مدرب وحكم دولي عراقي سابق، لعب لفريق الحرس الملكي وفريق المصلحة، ومثل المنتخب العراقي لكرة القدم في أول مشاركة خارجية له سنة 1951 في تركيا، لم يلعب في المباراة الأولى، لكنه شارك في المباراة الثانية. درب أندية السكك والكلية العسكرية.

## روابط خارجية
- شبكة العراق الجديد ومكع تستعيد شريط الذكريات مع نجم الطلبة السابق ومنتخب بغداد اللاعب والمدرب الخلوق حيدر جعفر